# Циклопия
Циклопи́я (лат. Cyclopia; син. циклоцефалия) — порок развития у позвоночных, при котором глазные яблоки полностью или частично сращены и помещены в одной глазнице, которая расположена по средней линии лица. «Циклопы» погибают на первых днях жизни.

## Анатомия
Циклопия развивается на первых стадиях беременности, именно тогда развиваются мозг и глаза. Обычно у «циклопов» отсутствует нос, и вместо него над глазом расположен мускульный хоботок, через который младенец может дышать. Это является нарушением развития мозга, так что часто одновременно с ним у плода выявляются другие дефекты.

## Причины возникновения
Дефект возникает из-за хромосомной мутации (например, при синдроме Патау) или принятия матерью тератогенных веществ и воздействия физических тератогенных факторов — значительных доз ионизирующего излучения при внешнем или внутреннем облучении. Одно из таких веществ — алкалоид циклопамин, а также воздействие с полихлорированными дифенилами (ранее использовались в электротехническом оборудовании в качестве жидкой охлаждающей диэлектрической среды; на данный момент их применение в электротехнике запрещено, а устройства, содержащие их, подвергаются специальной и строго регламентируемой утилизации).

## Случаи
Циклопия — малораспространённый из видов порока развития у человека с частотой один случай на миллион.

## Влияние на искусство

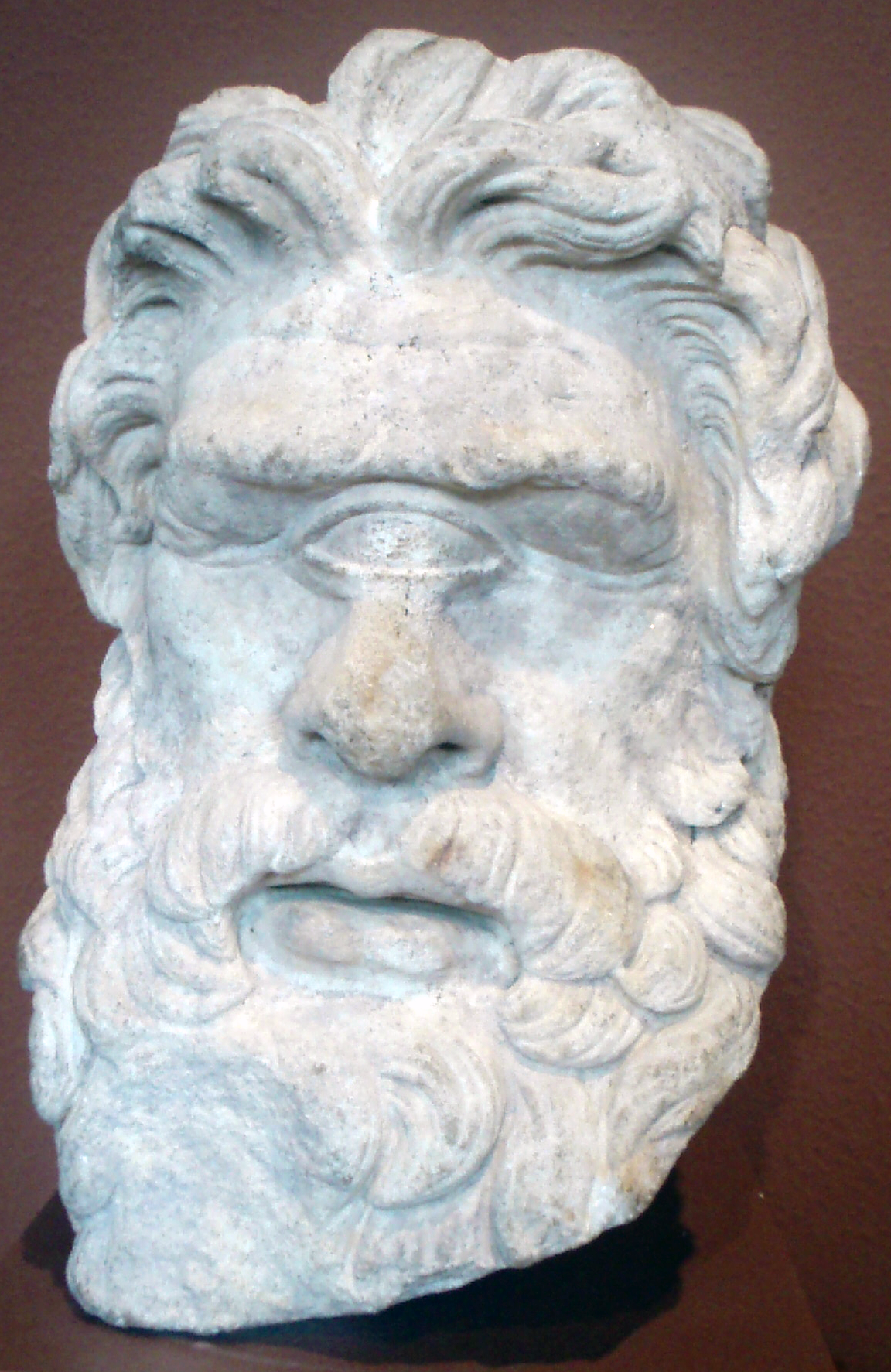
Голова циклопа Полифема в Бостонском музее искусств

В античной мифологии существовали три одноглазых великана — киклопа (циклопа), от которых и произошло название явления.

## История названия
Название «циклопия» произошло от др.-греч. κύκλοψ — циклоп, одноглазый великан, герой древнегреческой мифологии.